# Portrait d'Henri IV de Saxe et de Catherine de Mecklembourg
Le Portrait d'Henri IV de Saxe et de Catherine de Mecklembourg est un tableau double du peintre allemand de la Renaissance Lucas Cranach l'Ancien ; il est aujourd'hui exposé à la Gemäldegalerie Alte Meister de Dresde, en Allemagne.
Il s'agit du premier portrait officiel réalisé par Cranach. Il représente Henri IV, duc de Saxe, aux côtés de son épouse, Catherine de Mecklembourg, tous deux à taille réelle. Ils portent des vêtements richement ornés, dont les motifs évoquent les armoiries de leurs familles respectives. Le duc, représenté avec l'un de ses chiens de chasse, est représenté en train de tirer son épée du fourreau ; son épouse a à ses pieds un chien de compagnie (probablement un chien chinois à crête). Le panneau représentant la duchesse porte un cartouche avec les initiales du peintre, l'année où le tableau a été réalisé, et un serpent ailé, symbole de l'atelier de Lucas Cranach.